# Gronausaurus wegneri
Il gronausauro (Gronausaurus wegneri) è un rettile marino estinto, appartenente ai plesiosauri. Visse nel Cretacico inferiore (Berriasiano, circa 141 milioni di anni fa) e i suoi resti fossili sono stati ritrovati in Germania.

## Descrizione
Questo animale è noto per uno scheletro incompleto, comprendente denti, parti delle mascelle, la scatola cranica, alcune vertebre, parti delle costole, parte del cinto pettorale, il cinto pelvico e alcune ossa delle zampe. Da questi fossili è stato possibile ricostruire un plesiosauro di piccole dimensioni, lungo circa 3,5 metri, dotato di un cranio relativamente allungato e di un collo piuttosto corto se rapportato a quello dei grandi elasmosauridi. Le zampe, come in tutti i plesiosauri, erano trasformate in strutture simili a pagaie. I denti di Gronausaurus erano ornati da numerosi solchi longitudinali, assenti però nel lato labiale.

## Classificazione
I fossili di questo animale vennero scoperti nei pressi di Gronau, in Germania, nel 1912; l'autore del ritrovamento fu il paleontologo Thomas Wegner, che lo identificò inizialmente come un esemplare della specie Brancasaurus brancai, di cui era stato scoperto due anni prima uno scheletro quasi completo proveniente dalla stessa località. Lo scheletro trovato nel 1912 venne assegnato a un genere e a una specie a parte solo nel 2013, quando una ridescrizione dettagliata dell'esemplare permisero di mettere in luce alcune differenze anatomiche tra i due esemplari. Ad esempio, Brancasaurus possedeva femori con articolazioni per ulna e radio ben distinte, mentre Gronausaurus possedeva un femore dai margini distali molto arrotondati. Inoltre, ulna e radio (così come tibia e fibula) di Brancasaurus erano più larghi che lunghi, al contrario di quelli di Gronausaurus. 
Brancasaurus e Gronausaurus sono considerati rappresentanti dei leptocleididi, un gruppo di plesiosauri di piccole dimensioni, dotati di un collo relativamente corto e di teste più lunghe dei loro stretti parenti.

## Paleobiologia
Gronausaurus possedeva una caratteristica insolita: erano presenti fosse subdiapofisali al di sotto dei processi traversi nelle vertebre dorsali. Questa caratteristica probabilmente garantiva maggiore stabilità al tronco contro le forze dei muscoli rotatori. Non è chiaro, tuttavia, se questa caratteristica fosse un vantaggio per certi stili di nuoto o di manovra.